# Play and Win
Play and Win, stylisé Play & Win, est un groupe roumain de musique électronique, originaire d'Alba Iulia. Installé à Constanța, il est l'un des plus grands producteurs de musique dans le pays, avec plus de Modèle:Nbor répertoriés à l'Union des compositeurs de Roumanie.

## Histoire
Le groupe est constitué de Sebastian Barac (frontman), Marcel Botezan et Radu Bolfea (choristes). Le trio s'adonne aussi à la production et la collaboration avec de nombreux artistes de Roumanie, comme Inna, Akcent, 3rei Sud Est, Activ, ou Cătălin Josan.
En tant que chanteurs, ils débutent en 2009 avec le single Slow Motion et atteignent la première place du classement Fresh Top 40 de Kiss FM. Leur titre devient l'un des tubes du printemps en Roumanie. Leur carrière de producteur démarre en 2005 avec le single Kylie du groupe Akcent, qui est également un énorme succès à travers l'Europe en atteignant le top 5 des classements en Belgique, Suède, Norvège, Pologne, Russie, Ukraine, Turquie, et même la première position aux Pays-Bas, en Finlande et en Roumanie.
Ensuite, Play and Win collabore avec le groupe Activ et crée des hits tels que Superstar, Dor, Heaven et Lucruri Simple. Il enchaîne les collaborations avec 3rei Sud Est, Sistem, ou encore Andra avec le titre We Go Crazy. Ils composent en outre le single Sunny Days du groupe Zero, qui arrive second au concours roumain de l'Eurovision de la chanson 2009, juste derrière The Balkan Girls d'Elena Gheorghe.
Play and Win est à l'origine du succès des plus grands artistes de Roumanie, tels que Inna, Morris et Bob Taylor. Ils produisent le premier album d'Inna, Hot, qui contient des singles connus dans le monde entier : Hot, Love, Déjà Vu, Amazing, 10 Minutes. Pour le single Déjà Vu, Play and Win et Inna collaborent avec le DJ roumain Bogdan Croitoru, alias Bob Taylor. La chanson arrive rapidement en tête des ventes Roumanie, Bulgarie, Russie, Hongrie, et en France. Play & Win produit également le titre Desire de Morris, qui atteint la cinquième place du Fresh Top 40.

## Singles
| Année | Titre            | Meilleure position[réf. nécessaire] |
| Année | Titre            | Romanian Top 100                    |
| ----- | ---------------- | ----------------------------------- |
| 2009  | Slow Motion      | -                                   |
| 2009  | Angel            | -                                   |
| 2009  | Black Sea        | -                                   |
| 2010  | House Music      | -                                   |
| 2011  | Ya bb            | 1                                   |
| 2011  | Change the World | -                                   |
| 2011  | See the Light    | -                                   |
| 2013  | 5 Am             | -                                   |
| 2013  | Lady             | -                                   |